# گوزن سیاه سخن می‌گوید
گوزن سیاه سخن می‌گوید (انگلیسی: Black Elk Speaks)، کتابی است نوشتهٔ جان جی. نیهارت در سال ۱۹۳۲، شاعر و نویسندهٔ آمریکایی، که حکایت مرد سرخپوستی به نام گوزن سیاه، مرد مقدس قبیلهٔ اوگلالا، بنا بر مطالبی که مرد سرخپوست بیان کرده، بازگو می‌کند. گوزن سیاه به زبان لاکوتا صحبت می‌کند و پسر گوزن سیاه، بن گوزن سیاه (Ben Black Elk)، که در این گفتگو حضور داشت، حرفهای پدرش را به انگلیسی ترجمه می‌کرد. نیهارت در طی این گفتگوها، مطالب را یادداشت کرد که بعد، از آن به عنوان اساس و پایه کتابش استفاده کرد.

## سوابق انتشار
- گوزن سیاه سخن می‌گوید، ۱۹۳۲، ویلیام مورو و کمپانی
  - چاپ کتاب سال ۱۹۶۱، انتشارات دانشگاه نبراسکا با دیباچه جدید از نیهارت.
  - چاپ کتاب سال ۱۹۷۹، با یک پیش گفتار توسط واین دلوریا.
  - چاپ کتاب سال ۱۹۸۸: گوزن سیاه سخن می‌گوید: سرگذشت مرد مقدسی از طایفهٔ اوگلالا سو، همانگونه که جان جی نیهارت بازگو کرده‌است، {{ISBN|0-8032-8359-8}}.
  - چاپ کتاب سال ۲۰۰۰ با فهرست: {{ISBN|0-8032-6170-5}}

این کتاب برای اولین بار در سال ۱۳۵۶، توسط نشر رود تحت عنوان گوزن سیاه سخن می گوید: سرنوشت مرد مقدسی از اوگلالاسو با ترجمۀ ع. پاشایی که بالغ بر ۳۲۷ صفحه بود، در ایران به چاپ رسید.
این کتاب بعد از اولین انتشار در ایران، در سالهای بعد توسط انتشارات دیگری هم منتشر شد که به ترتیب زیر انجام گردید:
- نشر تندر ۱۳۶۴، پایان یک رؤیا:سرگذشت گوزن سیاه، مرد مقدسی از اوگلالاسو، ۳۲۵ صفحه، ترجمهٔ ع. پاشایی.[۴]
- نشر میترا ۱۳۷۸، گوزن سیاه سخن می‌گوید (سرگذشت مرد مقدسی از طایفهٔ اوگ لالاسو)، ۲۶۴ صفحه، ترجمهٔ ع. پاشایی.[۵]
- نشر کارگاه اتفاق ۱۳۹۸، گوزن سیاه سخن می‌گوید: سرگذشت مرد مقدسی از طایفهٔ اوگ لالاسو، ۳۲۳ صفحه، ترجمهٔ ع. پاشایی.[۶]

## پیوند بیرونی
- The Premier Edition from SUNY Press
- "John Gneisenau Neihardt", Dictionary of Literary Biography
- Review of CD: Ben Black Elk Speaks, Voice of America News, ۱۳ ژوئیه ۲۰۰۵